# Laura Hartman
Laura Erikka Hartman, tidigare Larsson, född 1973, är en finländsk nationalekonom, verksam i Sverige. Hon blev i november 2021 chefsekonom på LO , men avgick från tjänsten i oktober 2023.
Hartman tog 1997 magisterexamen i samhällsvetenskap vid Helsingfors universitet och 2002 en doktorsexamen i nationalekonomi vid Uppsala universitet. Hon har senare blivit docent vid Uppsala universitet och är sedan 2007 ledamot av Finanspolitiska rådet.
I juni 2010 tillträdde Hartman posten som forskningschef vid Studieförbundet Näringsliv och Samhälle (SNS). I september 2011 presenterade Hartman en rapport om privatiseringar i Sverige, Konkurrensens konsekvenser, som hon varit redaktör för. Den övergripande slutsatsen i rapporten var är att det "råder en anmärkningsvärd brist på vetenskapligt baserad kunskap om effekterna av konkurrens i välfärdssektorn" samt att det inte gick att dra slutsatsen att konkurrensutsättningen ökat effektiviteten.
Författarna och Hartman ansåg sig mest ha påtalat det dåliga kunskapsläget snarare än att ha kritiserat privatiseringar, men rapporten ledde till omfattande debatt. Kritiken mot SNS framfördes bl.a. från företrädare för företag i välfärdsbranschen och denna kritik bemöttes i sin tur av rapportförfattarna samt av kritiker till konkurrensutsättning.
En kort tid senare lämnade Hartman posten som forskningschef för att återgå till Uppsala universitet. En bidragande anledning till detta var att SNS VD Anders Vredin hade förhindrat henne att delta i debatten om rapporten, och detta ledde till att även Olof Petersson lämnade SNS i protest.